# Moquinia
Moquinia  es un género de plantas con flores pertenecientes a la familia de las asteráceas. Comprende 3 especies descritas y de estas, solo 2 aceptadas.

## Taxonomía
El género fue descrito por Augustin Pyrame de Candolle  y publicado en Prodromus Systematis Naturalis Regni Vegetabilis 7(1): 22. 1838. La especie tipo es: Moquinia racemosa (Spreng.) DC	 

## Especies aceptadas
A continuación se brinda un listado de las especies del género Moquinia aceptadas hasta julio de 2012, ordenadas alfabéticamente. Para cada una se indica el nombre binomial seguido del autor, abreviado según las convenciones y usos.
- Moquinia bojeri DC.
- Moquinia racemosa (Spreng.) DC